# Eritrean Postal Service
Eritrean Postal Service (EPS) est l’opérateur public du service postal en Érythrée, elle est l’opérateur désigné pour remplir les obligations découlant de l'adhésion à la Convention de l'Union Postale Universelle. 

## Réglementation
Le service postal érythréen fonctionne comme un service autonome sous la tutelle du Ministère des Transports et des Communications. L'organisation postale est distincte des télécommunications et est entièrement détenue par le gouvernement, elle est dirigée par un directeur général responsable du développement et de l'exploitation des services postaux.

## Activités
EPS fournit les services des lettres et colis et utilise EMS pour le service de messagerie.